# Skoll
 For alternative betydninger, se Skoll (musiker).
Skoll eller "Den bedrageriske" er en jætte i den nordiske mytologi. Skoll forfølger i ulveskikkelse Sol. Det vil lykkes Skoll at fange og fortære Sol, når ragnarok kommer. Skoll er søn af Fenrisulven og Hyrrokin og bror til Hate og Månegarm.
| Nordisk mytologi | Spire Denne artikel om nordisk religion og mytologi er en spire som bør udbygges. Du er velkommen til at hjælpe Wikipedia ved at udvide den. |